# Grapete
Grapete, właśc. José Borges do Couto (ur. 26 maja 1943 w Silvianópolis) – piłkarz brazylijski, występujący podczas kariery na pozycji środkowego obrońcy.

## Kariera klubowa
Większość swojej piłkarskiej kariery Grapete spędził w Clube Atlético Mineiro. Z Atlético Mineiro zdobył mistrzostwo Brazylii 1971 oraz mistrzostwo stanu Minas Gerais – Campeonato Mineiro w 1970.
W Atlético Mineiro 19 września 1971 w wygranym 2-0 meczu z Cearą Fortaleza zadebiutował w lidze brazylijskiej. Również w Galo 23 października 1975 w przegranym 0-2 meczu z Santa Cruz Recife Grapete po raz ostatni wystąpił w lidze. Ogółem w latach 1971–1975 rozegrał w lidze 93 spotkania.
Karierę zakończył w 1976 w São José EC.

## Kariera reprezentacyjna
Jedyny raz w reprezentacji Brazylii Grapete wystąpił 19 grudnia 1968 w wygranym 3-2 towarzyskim meczu z reprezentacją Jugosławii.